# Harry Catterick
Harry Catterick, född 26 november 1919, död 9 mars 1985, var en engelsk fotbollsspelare i Everton. Han är dock mest känd för sina framgångar som tränare i samma klubb.
Catterick tog över som tränare i Everton efter Johnny Carey 1961. Han värvade namnkunniga spelare till klubben och under hans auktoritära ledarskap blev Everton ligamästare 1963 och 1970. Man vann även FA-cupen 1966 och var i final 1968. Många trodde att Everton skulle bli den dominerande klubben under 1970-talet, men laget kunde inte leva upp till förväntningarna. De dåliga resultaten påverkade Cattericks hälsa och i januari 1972 drabbades han av en hjärtattack. Han övertalades att avgå som tränare 1973. Catterick avled i en hjärtattack i mars 1985 efter att ha sett en FA-cupmatch mellan Everton och Ipswich Town på Goodison Park.